# DM SAT
DM SAT („Де Ем Сат“) е сръбска кабелна и сателитна музикална телевизия със седалище в Пожаревац. Каналът е основан от сръбската певица Драгана Миркович и съпругът ѝ Тони Биелич. Стартира през декември 2005 година с името SAT TV. Името е променено на DM SAT на 24 юни 2006 година. Абревиатурата DM идва от Dragana Mirković, а пълното наименование на телевизията е „Драгана Миркович Сателитна Телевизия“.
DM SAT се предава във всички европейски държави по кабел. По време на излъчване на музикални клипове може да се изпращат SMS-и с послания от един човек на друг, но без да се вижда телефонният номер. Зрителите от 35 държави също така могат да си пожелаят дадена песен, която да бъде излъчена.

## Предавания
Часовете са в белградско време – UTC+1 (през лятото UTC+2):
- Вече са... (понеделник от 20:00 ч.)
- Пеја шоу (бълг.: Пея шоу) (вторник от 20:00 ч.)
- Лепша страна света (бълг.: Красивата държава) (сряда от 20:00 ч.)
- Промоција (бълг.: Промоция) (четвъртък от 20:00 ч.)
- Репортажа (петък от 20:00 ч.)
- Максимално опуштено (бълг.: Максимално отпуснато) (неделя от 19:00 ч.)[2]

## Премахнати предавания
- Што да не (бълг.: Защо не) (четвъртък от 20:00 ч.)
- Звездана стаза (бълг.: Звезден път) (събота от 20:00 ч.)